# Festival Internacional de Cinema de Sant Sebastià 2021
La 69a edició del Festival Internacional de Cinema de Sant Sebastià (en basc 69. Donostiako Zinemaldia) va tenir lloc entre el 17 i el 25 de setembre de 2021 a Sant Sebastià. La cerimònia d'inauguració, marcada per les mesures de seguretat a causa de la pandèmia de COVID-19 a Espanya amb una catifa vermella sense públic. Durant la cerimònia d'inauguració, presentada per Ane Igartiburu, Elena Irureta, Cayetana Guillén Cuervo i Asier Etxeandia i amenitzada musicalment per Zea Mays i Rozalén. es va entregar el Premi Donostia a Marion Cotillard En la cerimònia de clausura es va entregar l'altre premi Donostia a Johnny Depp, decisió no exempta de polèmica.
Amb una gala caracteritzada per una important presència del cinema francès i amb pel·lícules espanyoles de pes, hi van estar presents, entre d'altres, Javier Bardem, Jessica Chastain, Penélope Cruz, Dolores Fonzi, Charlotte Gainsbourg, Louis Garrel, Vincent Lindon, Noémie Merlant, Clarke Peters, Raphael, Simon Rex, Stanley Tucci, María Valverde, Sean Baker, Laurent Cantet, Julia Ducournau, Xavier Giannoli, Lucile Hadzihalilovic, Ryusuke Hamaguchi, Radu Jude, Kira Kovalenko, Joachim Lafosse, Gaspar Noé, Todd Haynes, Carlos Saura, Céline Sciamma i Claire Simon.
La pel·lícula guanyadora fou la romanesa Crai Nou d'Alina Grigore, una decisió força discutida per la crítica en un palmarès dominat per les dones.

## Jurats
Jurat de la Secció Oficial
- Dea Kulumbegashvili  (President del Jurat)
- Maite Alberdi
- Audrey Diwan /
- Susi Sánchez
- Ted Hope

Premi Kutxabank-Nous Directors
- Mary Burke  (Presidenta del Jurat)
- Irene Escolar
- Suzanne Lindon

Premi Horitzons
- María Zamora  (Presidenta del Jurat)
- Lila Avilés
- Luciano Monteagudo

Premi Zabaltegi-Tabakalera
- Sergio Oksman  (President del Jurat)
- Miriam Heard
- Elena López Riera

## Pel·lícules

### Secció oficial
(16 pel·lícules en competició)Secció oficial al web del Festival
| Títol original                 | Director(s)             | País              |
| ------------------------------ | ----------------------- | ----------------- |
| One Second                     | Zhang Yimou             | R.P. de la Xina   |
| Arthur Rambo                   | Laurent Cantet          | França            |
| Benediction                    | Terence Davies          | Regne Unit        |
| Camila saldrá esta noche       | Inés Barrionuevo        | Argentina         |
| Crai Nou                       | Alina Grigore           | Romania           |
| Distancia de rescate           | Claudia Llosa           | Xile              |
| Du som er i himlen             | Tea Lindeburg           | Dinamarca         |
| Earwig                         | Lucile Hadzihalilovic   | Regne Unit França |
| El buen patrón                 | Fernando León de Aranoa | Espanya           |
| Enquête sur un scandale d’État | Thierry de Peretti      | França            |
| La abuela                      | Paco Plaza              | França Espanya    |
| Maixabel                       | Icíar Bollaín           | Espanya           |
| Fire on the Plain              | Zhang Ji                | R.P. de la Xina   |
| Quién lo impide                | Jonás Trueba            | Espanya           |
| The Eyes of Tamy Faye          | Michael Showalter       | Estats Units      |
| I Want to Talk About Duras     | Claire Simon            | França            |

### Fora de competició
Les pel·lícules següents van ser seleccionades per a ser exhibides fora de competició:
| Títol original              | Director(és)         | País    |
| --------------------------- | -------------------- | ------- |
| Rosa Rosae. La Guerra Civil | Carlos Saura         | Espanya |
| Las leyes de la frontera    | Daniel Monzón        | Espanya |
| La Fortuna                  | Alejandro Amenábar   | Espanya |
| La hija                     | Manuel Martín Cuenca | Espanya |
| Madres paralelas            | Pedro Almodóvar      | Espanya |

### Horizontes Latinos
El Premi Horitzons impulsa el coneixement dels llargmetratges produïts totalment o parcialment a Amèrica Llatina, dirigits per cineastes d'origen llatí, o bé que tinguin per marc o temi comunitats llatines de la resta del món.
| Títol original           | Director(s)           | País              |
| ------------------------ | --------------------- | ----------------- |
| Jesús López              | Maximiliano Schonfeld | Argentina         |
| El empleado y el patrón  | Manuel Nieto Zas      | Argentina Uruguai |
| Amparo                   | Simón Mesa Soto       | Colòmbia          |
| Aurora                   | Paz Fábrega           | Costa Rica        |
| Azor                     | Andreas Fontana       | Argentina         |
| La caja                  | Lorenzo Vigas         | Mèxic             |
| Madalena                 | Madiano Marcheti      | Brasil            |
| Noche de fuego           | Tatiana Huezo         | Mèxic             |
| Piedra noche             | Iván Fund             | Argentina Xile    |
| Una película de policías | Alonso Ruizpalacios   | Mèxic             |

## Seccions independents

### Perlak
Les pel·lícules projectades en aquesta secció són llargmetratges inèdits a Espanya, que han estat aclamats per la crítica i/o premiats en altres festivals internacionals. Aquestes van ser les pel·lícules seleccionades per a la secció:
| Títol Original                             | Director(s)                  | País                  |
| ------------------------------------------ | ---------------------------- | --------------------- |
| Competencia oficial (Pel·lícula inaugural) | Gastón Duprat & Mariano Cohn | Espanya, Argentina    |
| Benedetta                                  | Paul Verhoeven               | França, Països Baixos |
| Guzen to sozo                              | Ryusuke Hamaguchi            | Japó                  |
| Jane par charlotte                         | Charlotte Gainsbourg         | França                |
| La croisade                                | Louis Garrel                 | França                |
| Les ilusions perdues                       | Xavier Giannoli              | França                |
| Les intranquilles                          | Joachim Lafosse              | Bèlgica, França       |
| Ouistreham                                 | Emmanuel Carrére             | França                |
| Petite Maman                               | Céline Sciamma               | França                |
| Re dai wang shi                            | Wen Shipei                   | R.P. de la Xina       |
| Red rocket                                 | Sean Baker                   | Estats Units          |
| The French Dispatch                        | Wes Anderson                 | Estats Units          |
| The Power of the Dog                       | Jane Campion                 | Nova Zelanda          |
| Tout s'est bien passé                      | François Ozon                | França                |
| Fora de Competició                         |                              |                       |
| The velvet underground                     | Todd Haynes                  | Estats Units          |
| Drive my car                               | Ryusuke Hamaguchi            | Japó                  |
| Titane                                     | Julia Ducournau              | França                |

### Nous Directors
Aquesta secció agrupa els primers o segons llargmetratges dels seus cineastes, inèdits o que només han estat estrenats al seu país de producció i produïts en l'últim any. Aquestes van ser les pel·lícules seleccionades per a la secció:
| Títol Original             | Director(s)                     | País                              |
| -------------------------- | ------------------------------- | --------------------------------- |
| Carajita                   | Silvina Schnicer & Ulises Porra | República Dominicana, Argentina   |
| Ese fin de semana          | Mara Pescio                     | Argentina, Brasil                 |
| Hon-ja sa-neun sa-ram-deul | Hong Sung-Eun                   | Corea del Sud                     |
| Iki safak arasinda         | Selman Nacar                    | Turquia, França, Romania, Espanya |
| Inventura                  | Darko Sinko                     | Eslovènia                         |
| Josefina                   | Javier Marco                    | Espanya                           |
| La roya                    | Juan Sebastián Mesa             | Colòmbia, França                  |
| Las vacaciones de Hilda    | Agustín Banchero                | Uruguai, Brasil                   |
| Le bruit des moteurs       | Philippe Grégoire               | Canadà                            |
| Marocco                    | Emanuel Parvu                   | Romania, Txèquia                  |
| Mass                       | Fran Kranz                      | Estats Units                      |
| Nitxia                     | Lena Lanskikh                   | Rússia                            |
| Shi qi shi guang           | Sun Liang                       | R.P. de la Xina                   |

### Zabaltegi-Tabakalera
Aquesta secció agrupa treballs filmográficos de qualsevol metratge on es busca noves mirades i formes. Aquests van ser els treballs seleccionats per a la secció:
| Títol Original                 | Director(s)                      | País                                 |
| ------------------------------ | -------------------------------- | ------------------------------------ |
| Bad Luck Banging Or Loony Porn | Radu Jude                        | Romania, Luxemburg, Txèquia, Croàcia |
| 107 mothers                    | Péter Kerekes                    | Eslovàquia, Txèquia, Ucraïna         |
| El gran movimiento             | Kiro Russo                       | Bolívia, França                      |
| Eles transportan a morte       | Helena Girón & Samuel M. Delgado | Espanya, Colòmbia                    |
| Haruharasan no uta             | Kyoshi Sugita                    | Japó                                 |
| La traversée                   | Florence Mialhe                  | França, Alemanya, Txèquia            |
| Le cormoran                    | Lubna Playoust                   | França                               |
| Les filles du feu              | Laura Rius Aran                  | França                               |
| Mi iubita, mon amour           | Noémie Merlant                   | França                               |
| Nanu tudor                     | Olga Lucovnicova                 | Bèlgica                              |
| Petrov’s flu                   | Kirill Serebrennikov             | Rússia, França, Suïssa, Alemanya     |
| Razzhimaya kulaki              | Kira Kovalenko                   | Rússia                               |
| Retour À Reims (Fragments)     | Jean-Gabriel Périot              | França                               |
| The Souvenir II                | Joanna Hogg                      | Regne Unit                           |
| Un monde                       | Laura Wandel                     | Bèlgica                              |
| Vortex                         | Gaspar Noé                       | França                               |
| Xia wu guo qu le yi ban        | Zhang Dalei                      | R.P. de la Xina                      |
| Heltzear                       | Mikel Gurrea                     | Espanya                              |

## Palmarès[8]

### Premis oficials
- Conquilla d'Or: Crai Nou d'Alina Grigore
- Premi especial del jurat: Earwig de Lucile Hadzihalilovic
- Conquilla de Plata al millor director : Tea Lindeburg per Du som er i himlen
- Conquilla de Plata a la millor interpretació protagonista : Jessica Chastain per The Eyes of Tammy Faye i Flora Ofelia Hofmann Lindahl per Du som er i himlen
- Conquilla de Plata a la millor interpretació de repartiment : Elenc d'actors de Quién lo impide
- Premi del jurat a la millor fotografia : Claire Mathon por Enquête sur un scandale d’État
- Premi del jurat al millor guió : Terence Davies per Benediction
- Premi Nous Directors: Nitxia de Lena Lanskikh
- Premi Horizontes: Noche de fuego de Tatiana Huezo
- Premi Zabaltegi: Vortex de Gaspar Noé
- Premi del públic: Petite Maman de Céline Sciamma
- Premi del públic a la millor pel·lícula europea: 'Between Two Worlds' de Emmanuel Carrère
- Premi Irizar al cinema basc: Maixabel d'Iciar Bollaín
- Premi Cooperació Espanyola: Noche de fuego de Tatiana Huezo
- Premi Feroz Zinemaldia: Quién lo impide de Jonás Trueba

### Premi Donostia
- Johnny Depp
- Marion Cotillard